# US Open 2012
US Open 2012 var en tennisturnering, der spilledes udendørs på hardcourt-underlag i perioden 27. august – 9. september 2011. Turneringen var den 132. udgave af US Open og den fjerde og sidste grand slam-turnering i 2012. Den blev spillet på Billie Jean King National Tennis Center i Queens, New York City, USA.

## Resultater

### Turneringen dag-efter-dag

#### 1. dag (27. august)
- Seedede ude:
  - Herresingle:  Florian Mayer [22]
  - Damesingle:  Sabine Lisicki [16],  Julia Görges [18],  Anabel Medina Garrigues [27]

| Kampe på hovedbanerne               | Kampe på hovedbanerne          | Kampe på hovedbanerne          | Kampe på hovedbanerne          |
| 'Kampe på Arthur Ashe Stadium'      | 'Kampe på Arthur Ashe Stadium' | 'Kampe på Arthur Ashe Stadium' | 'Kampe på Arthur Ashe Stadium' |
| Event                               | Vinder                         | Taber                          | Resultat                       |
| Kampe på Arthur Ashe Stadium        | Kampe på Arthur Ashe Stadium   | Kampe på Arthur Ashe Stadium   | Kampe på Arthur Ashe Stadium   |
| ----------------------------------- | ------------------------------ | ------------------------------ | ------------------------------ |
| Damesingle 1. runde                 | Samantha Stosur [7]            | Petra Martić                   | 6–1, 6–1                       |
| Herresingle 1. runde                | Andy Murray [3]                | Alex Bogomolov, Jr.            | 6–2, 6–4, 6–1                  |
| Damesingle 1. runde                 | Maria Sharapova [3]            | Melinda Czink                  | 6–2, 6–2                       |
| Damesingle 1. runde                 | Kim Clijsters [23]             | Victoria Duval [WC]            | 6–3, 6–1                       |
| Herresingle 1. runde                | Roger Federer [1]              | Donald Young                   | 6–3, 6–2, 6–4                  |
| Kampe på Louis Armstrong Stadium    |                                |                                |                                |
| Herresingle 1. runde                | James Blake [WC]               | Lukáš Lacko                    | 7–5, 6–2, 3–6, 6–3             |
| Damesingle 1. runde                 | Lucie Šafářová [15]            | Melanie Oudin [WC]             | 6–4, 6–0                       |
| Herresingle 1. runde                | Mardy Fish [23]                | Go Soeda                       | 7–6(7–3), 7–6(7–2), 6–3        |
| Damesingle 1. runde                 | Victoria Azarenka [1]          | Alexandra Panova               | 6–0, 6–1                       |
| Kampe på Grandstand                 |                                |                                |                                |
| Damesingle 1. runde                 | Marion Bartoli [11]            | Jamie Hampton                  | 6–3, 7–6(7–5)                  |
| Herresingle 1. runde                | Jack Sock [WC]                 | Florian Mayer [22]             | 6–3, 6–2, 3–2, træk sig        |
| Damesingle 1. runde                 | Petra Kvitová [5]              | Polona Hercog                  | 7–6(8–6), 6–1                  |
| Herresingle 1. runde                | Gilles Simon [16]              | Michael Russell                | 7–6(7–4), 3–6, 5–7, 6–4, 6–1   |
| Farvet baggrund indikerer aftenkamp |                                |                                |                                |

#### 2. dag (28. august)
- Seedede ude:
  - Herresingle:  Juan Monaco [10]
  - Damesingle:  Caroline Wozniacki [8],  Christina McHale [21],  Francesca Schiavone [22],  Klára Zakopalová [24],  Monica Niculescu [26],  Tamira Paszek [29],  Peng Shuai [32]
  - Herredouble:  Max Mirnyi /  Daniel Nestor [1],  Mariusz Fyrstenberg /  Marcin Matkowski [4],  Michaël Llodra /  Nenad Zimonjić [7],  David Marrero /  Fernando Verdasco [13]

| Kampe på hovedbanerne               | Kampe på hovedbanerne          | Kampe på hovedbanerne          | Kampe på hovedbanerne             |
| 'Kampe på Arthur Ashe Stadium'      | 'Kampe på Arthur Ashe Stadium' | 'Kampe på Arthur Ashe Stadium' | 'Kampe på Arthur Ashe Stadium'    |
| Event                               | Vinder                         | Taber                          | Resultat                          |
| ----------------------------------- | ------------------------------ | ------------------------------ | --------------------------------- |
| Damesingle 1. runde                 | Agnieszka Radwanska [2]        | Nina Bratchikova               | 6–1, 6–1                          |
| Herresingle 1. runde                | Andy Roddick [20]              | Rhyne Williams                 | 6–3, 6–4, 6–4                     |
| Damesingle 1. runde                 | Venus Williams                 | Bethanie Mattek-Sands [WC]     | 6–3, 6–1                          |
| Herresingle 1. runde                | Novak Djokovic [2]             | Paolo Lorenzi                  | 6–1, 6–0, 6–1                     |
| Damesingle 1. runde                 | Serena Williams [4]            | Coco Vandeweghe                | 6–1, 6–1                          |
| Matches on Louis Armstrong Stadium  |                                |                                |                                   |
| Herresingle 1. runde                | Tomas Berdych [6]              | David Goffin                   | 7–5, 6–3, 6–3                     |
| Herresingle 1. runde                | Sam Querrey [27]               | Lu Yen-hsun                    | 6–7(4–7), 6–4, 6–4, 7–5           |
| Damesingle 1. runde                 | Sloane Stephens                | Francesca Schiavone [22]       | 6–3, 6–4                          |
| Damesingle 1. runde                 | Irina-Camelia Begu             | Caroline Wozniacki [8]         | 6–2, 6–2                          |
| Kampe på Grandstand                 |                                |                                |                                   |
| Damesingle 1. runde                 | Ana Ivanovic [12]              | Elina Svitolina                | 6–3, 6–2                          |
| Herresingle 1. runde                | Jo-Wilfried Tsonga [5]         | Karol Beck                     | 6–3, 6–1, 7–6(7–2)                |
| Herresingle 1. runde                | Guillermo Garcia-Lopez         | Juan Monaco [10]               | 3–6, 1–6, 6–4, 7–6(8–6), 7–6(7–3) |
| Damesingle 1. runde                 | Kiki Bertens                   | Christina McHale [21]          | 6–4, 4–6, 6–3                     |
| Farvet baggrund indikerer aftenkamp |                                |                                |                                   |

#### 3. dag (29. august)
- Seedede ude:
  - Herresingle:  Tommy Haas [21],  Andreas Seppi [26],  Mikhail Youzhny [28],  Viktor Troicki [29]
  - Damesingle:  Anastasia Pavlyuchenkova [17],  Kim Clijsters [23],  Yanina Wickmayer [25]
  - Herredouble:  Mahesh Bhupathi /  Rohan Bopanna [8]

| Kampe på Hovedbanerne               | Kampe på Hovedbanerne                    | Kampe på Hovedbanerne                             | Kampe på Hovedbanerne         |
| Kampe på Arthur Ashe Stadium        | Kampe på Arthur Ashe Stadium             | Kampe på Arthur Ashe Stadium                      | Kampe på Arthur Ashe Stadium  |
| Event                               | Vinder                                   | Taber                                             | Resultat                      |
| ----------------------------------- | ---------------------------------------- | ------------------------------------------------- | ----------------------------- |
| Damesingle 2. runde                 | Victoria Azarenka [1]                    | Kirsten Flipkens [Q]                              | 6–2, 6–2                      |
| Herresingle 1. runde                | John Isner [9]                           | Xavier Malisse                                    | 6–4, 7–6(7–5), 5–7, 7–6(11–9) |
| Damesingle 2. runde                 | Laura Robson                             | Kim Clijsters [23]                                | 7–6(7–4), 7–6(7–5)            |
| Damesingle 2. runde                 | Maria Sharapova [3]                      | Lourdes Domínguez Lino                            | 6–0, 6–1                      |
| Herresingle 2. runde                | Andy Murray [3]                          | Ivan Dodig                                        | 6–2, 6–1, 6–3                 |
| Matches on Louis Armstrong Stadium  |                                          |                                                   |                               |
| Herresingle 1. runde                | David Ferrer [4]                         | Kevin Anderson                                    | 6–4, 6–2, 7–6(7–3)            |
| Damesingle 2. runde                 | Petra Kvitová [5]                        | Alizé Cornet                                      | 6–4, 6–3                      |
| Herresingle 1. runde                | Juan Martín del Potro [7]                | Florent Serra [LL]                                | 6–4, 7–6(7–4), 6–4            |
| Damesingle 2. runde                 | Samantha Stosur [7]                      | Edina Gallovits-Hall [Q]                          | 6–3, 6–0                      |
| Matches on the Grandstand           |                                          |                                                   |                               |
| Herresingle 1. runde                | Janko Tipsarević [8]                     | Guillaume Rufin [WC]                              | 4–6, 3–6, 6–2, 6–3, 6–2       |
| Damesingle 2. runde                 | Li Na [9]                                | Casey Dellacqua                                   | 6–4, 6–4                      |
| Damedouble 1. runde                 | Serena Williams [WC] Venus Williams [WC] | Lindsay Lee-Waters [Alt] Megan Moulton-Levy [Alt] | 6–4, 6–0                      |
| Herresingle 1. runde                | Ryan Harrison                            | Benjamin Becker                                   | 7–5, 6–4, 6–2                 |
| Farvet baggrund indikerer aftenkamp |                                          |                                                   |                               |

#### 4. dag (30. august)
- Seedede ude:
  - Herresingle:  Jo-Wilfried Tsonga [5],  Marcel Granollers [24]
  - Damedouble:  Katarina Srebotnik /  Zheng Jie [7]
  - Mixed Doubles:  Katarina Srebotnik /  Nenad Zimonjić [5]

| Kampe på hovedbanerne                      | Kampe på hovedbanerne        | Kampe på hovedbanerne        | Kampe på hovedbanerne        |
| Event                                      | Vinder                       | Taber                        | Resultat                     |
| Kampe på Arthur Ashe Stadium               | Kampe på Arthur Ashe Stadium | Kampe på Arthur Ashe Stadium | Kampe på Arthur Ashe Stadium |
| ------------------------------------------ | ---------------------------- | ---------------------------- | ---------------------------- |
| Damesingle 2. runde                        | Ana Ivanović [12]            | Sofia Arvidsson              | 6–2, 6–2                     |
| Men's Singles 2nd Round                    | Mardy Fish [23]              | Nikolay Davydenko            | 4–6, 6–7(4–7), 6–2, 6–1, 6–2 |
| Damesingle 2. runde                        | Serena Williams [4]          | María José Martínez Sánchez  | 6–2, 6–4                     |
| Men's Singles 2nd Round                    | Roger Federer [1]            | Björn Phau                   | 6–2, 6–3, 6–2                |
| Damesingle 2. runde                        | Angelique Kerber [6]         | Venus Williams               | 6–2, 5–7, 7–5                |
| Matches on Louis Armstrong Stadium         |                              |                              |                              |
| Damesingle 2. runde                        | Maria Kirilenko [14]         | Gréta Arn                    | 6–3, 6–2                     |
| Men's Singles 2nd Round                    | Martin Kližan                | Jo-Wilfried Tsonga [5]       | 6–4, 1–6, 6–1, 6–3           |
| Damesingle 2. runde                        | Sloane Stephens              | Tatjana Malek [Q]            | 5–7, 6–4, 6–2                |
| Men's Singles 2nd Round                    | James Blake [WC]             | Marcel Granollers [24]       | 6–1, 6–4, 6–2                |
| Kampe på Grandstand                        |                              |                              |                              |
| Men's Singles 2nd Round                    | Nicolás Almagro [11]         | Philipp Petzschner           | 6–3, 5–7, 5–7, 6–4, 6–4      |
| Damesingle 2. runde                        | Agnieszka Radwańska [2]      | Carla Suárez Navarro         | 4–6, 6–3, 6–0                |
| Men's Singles 2nd Round                    | Sam Querrey [27]             | Rubén Ramírez Hidalgo        | 6–3, 6–4, 6–3                |
| Damesingle 2. runde                        | Sara Errani [10]             | Vera Dushevina               | 6–0, 6–1                     |
| Colored background indicates a night match |                              |                              |                              |

#### 5. dag (31. august)
- Seedede ude:
  - Damesingle:  Li Na [9],  Lucie Šafářová [15],  Zheng Jie [28],  Varvara Lepchenko [31]
  - Herredouble:  Jonathan Marray /  Frederik Nielsen [11]
  - Damedouble:  Iveta Benešová /  Barbora Záhlavová-Strýcová [10],  Anastasia Rodionova /  Galina Voskobojeva [12],  Klaudia Jans-Ignacik /  Kristina Mladenovic [15]
  - Mixed Doubles:  Lisa Raymond /  Mike Bryan [2]

| Kampe på hovedbanerne                      | Kampe på hovedbanerne                    | Kampe på hovedbanerne                              | Kampe på hovedbanerne        |
| Event                                      | Vinder                                   | Taber                                              | Resultat                     |
| Kampe på Arthur Ashe Stadium               | Kampe på Arthur Ashe Stadium             | Kampe på Arthur Ashe Stadium                       | Kampe på Arthur Ashe Stadium |
| ------------------------------------------ | ---------------------------------------- | -------------------------------------------------- | ---------------------------- |
| Damesingle 3. runde                        | Samantha Stosur [7]                      | Varvara Lepchenko [31]                             | 7–6(7–5), 6–2                |
| Herresingle 2. runde                       | Novak Djokovic [2]                       | Rogerio Dutra Silva                                | 6–2, 6–1, 6–2                |
| Damesingle 3. runde                        | Maria Sharapova [3]                      | Mallory Burdette [WC]                              | 6–1, 6–1                     |
| Damedouble 2. runde                        | Serena Williams [WC] Venus Williams [WC] | Klaudia Jans-Ignacik [15] Kristina Mladenovic [15] | 6–4, 6–0                     |
| Herresingle 2. runde                       | Andy Roddick [20]                        | Bernard Tomic                                      | 6–3, 6–4, 6–0                |
| Damesingle 3. runde                        | Victoria Azarenka [1]                    | Zheng Jie [28]                                     | 6–0, 6–1                     |
| Matches on Louis Armstrong Stadium         |                                          |                                                    |                              |
| Damesingle 3. runde                        | Laura Robson                             | Li Na [9]                                          | 6–4, 6–7(5–7), 6–2           |
| herresingle 2. runde                       | Juan Martín del Potro [7]                | Ryan Harrison                                      | 6–2, 6–3, 2–6, 6–2           |
| herresingle 2. runde                       | John Isner [9]                           | Jarkko Nieminen                                    | 6–3, 6–7(5–7), 6–4, 6–3      |
| Matches on the Grandstand                  |                                          |                                                    |                              |
| Herresingle 2. runde                       | David Ferrer [4]                         | Igor Sijsling [Q]                                  | 6–2, 6–3, 7–6(14–12)         |
| Damesingle 3. runde                        | Petra Kvitová [5]                        | Pauline Parmentier                                 | 6–4, 6–4                     |
| Damesingle 3. runde                        | Nadia Petrova [19]                       | Lucie Šafářová [15]                                | 6–4, 7–5                     |
| Herresingle 2. runde                       | Janko Tipsarević [8]                     | Brian Baker                                        | 6–4, 6–3, 6–4                |
| Colored background indicates a night match |                                          |                                                    |                              |

## Finalerne

### Herresingle
Andy Murray –  Novak Djokovic 7–6(12–10), 7–5, 2–6, 3–6, 6–2.

### Damesingle
Serena Williams –  Victoria Azarenka, 6–2, 2–6, 7–5

### Herredouble
Bob Bryan /  Mike Bryan –  Leander Paes /  Radek Štěpánek, 6–3, 6–4

### Damedouble
Sara Errani /  Roberta Vinci –  Andrea Hlaváčková /  Lucie Hradecká, 6–4, 6–2